# Those Were the Days (film uit 1934)
Those Were the Days is een komische film met Will Hay uit 1934, gebaseerd op het toneelstuk The Magistrate van Arthur Pinero en geregisseerd door Thomas Bentley. De film was Hays eerste langspeelfilm en werd opgenomen in de Elstree Studios. Hay had in de jaren 20 reeds enkele kortfilms gemaakt, maar was nog vooral bekend als variétéster uit het genre music hall dat in het bijzonder aan het eind van de 19de eeuw, vooral in Noord-Engeland, een grote bloei kende. Those Were the Days is een nostalgische film met menige referentie aan de music hall van weleer en aan de late Victoriaanse periode. ‘The Magistrate’ was destijds een bekend en populair toneelstuk; het daaropvolgende jaar zou Hay Dandy Dick maken, dat eveneens op een stuk van Arthur Pinero gebaseerd is (en waarin Syd Crossley opnieuw de butler en Wally Patch wederom een politieagent speelt). In Those Were the Days treden onder andere de variétésterren Lily Morris en Harry Bedford op.

## Verhaal
Agatha Poskett stapt een kruidenierszaak binnen om een telefoontje te plegen, een nieuwe technologie waarmee ze niet vertrouwd is. Ze belt haar man Brutus op diens werk, met het bericht dat hij niet moet vergeten dat het morgen de verjaardag van zijn stiefzoon is. Mijnheer Poskett is een sullige magistraat die de meeste boeten die hij aan veroordeelden oplegt zelf betaalt. Pat Maloney komt voor openbare dronkenschap in de beklaagdenbank terecht en zegt dat hij normaliter nooit dronken is, want hij heeft een vrouw en tien kinderen; hij belooft het nooit meer te doen. Poskett zegt dat hij het ditmaal lijkt te menen, en legt hem slechts een halve kroon boete op.
Ten huize Poskett krijgt Bobby pianoles van Eve Douglas en rookt ondertussen sigaren. Hij wordt enigszins intiem met zijn pianolerares, die gelooft dat hij slechts vijftien jaar oud is. Agatha wil Eve ontslaan; ze roept haar zoon naar een zijkamertje, en hij dreigt ermee, zijn stiefvader zijn ware leeftijd te vertellen. Dan arriveert zijn tante Charlotte, met het nieuws dat kapitein Vale haar ten huwelijk heeft gevraagd. Charlotte kent Bobby’s echte leeftijd eveneens en vertelt Agatha dat het een slecht idee was, haar toekomstige man om de tuin te leiden toen ze nog een weduwe was.
Wanneer Brutus thuiskomt, zegt Agatha hem dat juffrouw Douglas Bobby heeft pogen te verleiden. Poskett ziet daar eigenlijk geen graten in, maar Agatha beveelt hem, zijn zoon te gaan berispen. Poskett is hier zeer slecht in, maar uiteindelijk moet Eve het huis verlaten. Dan komt kapitein Vale, de nieuwe verloofde van Charlotte, het huis binnen. Hij blaast de verloving af omdat volgens hem Charlotte handgeborduurde pantoffels aan kapitein Bryce heeft gegeven. Vale verlaat verontwaardigd het huis en neemt plaats in een modern gemotoriseerd voertuig, dat slechts na vele minuten wil starten, tot hilariteit van de toeschouwers. Ook Poskett vindt auto’s belachelijk: „Geef mij maar een paard.”
’s Avonds dineert Posketts collega Bullamy bij hem. Poskett ontvangt een brief van zijn oude vriend kolonel Lukyn, die aankondigt dat hij ’s anderendaags naar hem toe zal komen; hierdoor is Agatha eensklaps gealarmeerd. Agatha’s eerste echtgenoot stierf in India en kende kolonel Lukyn; Lukyn is Bobby’s peetvader en weet dus heel goed hoe oud Bobby in werkelijkheid is. Charlotte en Agatha besluiten Lukyn die avond nog te gaan opzoeken, maar de butler, Wyke, ziet hen wegsluipen. Agatha belooft hem dat hij vrijaf krijgt om zijn schoonmoeder te bezoeken, met dien verstande dat hij niets loslaat.
Na het diner spelen Bobby, Poskett en Bullamy een spelletje kaart, waarbij Bullamy alles verliest en kwaad wegloopt. Poskett ontdekt dat Bobby al zijn sigaren oprookt, en de dienstmeid moet hem van Agatha vertellen dat zij zware hoofdpijn heeft en niemand wenst te ontvangen. Bobby praat net zo lang op zijn stiefvader in totdat hij akkoord gaat, met hem in de stad op stap te gaan.
Middelerwijl in de regimentsclub ontmoet Lukyn kapitein Vale, die hij nog kent van vijf jaar voordien. Vale beklaagt zich omtrent het afbreken van zijn verloving, en Lukyn stelt voor dat ze tezamen naar The Majestic, de music hall trekken om zijn zinnen te verzetten. Ook Poskett en Bobby belanden daar. Er worden enkele liedjes gezongen, Minnie Taylor geeft een uitdagend optreden, en Poskett ontmoet Pat Maloney, die hij die dag nog in de rechtbank beboet heeft. Het dronkenmangebral om hem heen wordt Poskett dan toch te veel, en ze besluiten een loge te nemen. In de regimentsclub komen Agatha en Charlotte te weten dat Lukyn naar de music hall is getrokken.
Vanuit de loge kijken Bobby en Poskett naar een optreden van Harry Bedford. Vervolgens moeten ze naar de belendende loge verhuizen, daar Lukyn en Vale hun intrek in hun loge nemen. Op het podium wordt een minstrel show-nummer door een zwart gemaakte man met een Amerikaans accent uitgevoerd, waarbij het publiek meezingt. Wanneer Vale verneemt dat Mrs Poskett met Lukyn wil spreken, is hij ervan overtuigd dat zij op hem in wil praten om Charlotte terug te nemen. Hij wil hier niets van weten en wil zich op het balkon verschuilen. Dat stort in, en hij moet zich in de regen aan de buitenmuur vastklampen. Agatha Poskett wil kolonel Lukyn verzoeken, hem morgen geen datums over het leven van Bobby mede te delen, hetgeen hij aanvankelijk niet begrijpt, want hij denkt dat ze dadels bedoelt („Don’t give him any dates.”)
Pat Maloneys horloge blijkt verdwenen, en hij beschuldigt de twee mensen die aanvankelijk beneden aan de lange tafel zaten (Poskett en Bobby). Bobby heeft actrice Minnie Taylor in de loge uitgenodigd, die extreem familiair is en, voor 19de-eeuwse normen, zeer schaars gekleed. Zij gaat op Posketts schoot zitten en moet uitbundig lachen, wat Agatha door de deur heen hoort. Agatha neemt aanstoot aan Taylor en vraagt zich af wat haar man wel niet van haar zou denken, mocht hij weten dat ze naar een actrice had geluisterd. Wanneer ze met Charlotte aanstalten maakt te vertrekken, stormt Vale de kamer doorweekt binnen. Inmiddels is Maloney naar de directie gegaan en ontketent een schermutseling in de theaterzaal, wanneer hij naar de loges bovenaan wijst en zegt dat zich daar de dieven van zijn uurwerk bevinden. Poskett en Bobby vluchten weg, net als Vale, Lukyn, Charlotte en Agatha in de belendende loge. De politie stormt naar boven.
Terwijl beneden gevochten wordt, doet het gezelschap de lichten uit, en in de chaos vallen Poskett en Bobby van hetzelfde balkon, terwijl de politie de beide vrouwen en officieren aanhoudt. Charlotte en Agatha worden echter onder valse namen gearresteerd. De volgende ochtend wordt Poskett wakker op een bankje naast een dakloze in een park op twaalf mijlen van Londen. Zijn pak is geheel besmeurd en een koets wil hem geen lift geven; hij wordt echter in de rechtbank verwacht. Uiteindelijk leent hij een fiets.
Charlotte, Agatha, Vale, Lukyn en Maloney zitten in de gevangenis. Vale wil vóór het proces een audiëntie met Poskett, teneinde hem te overreden, de beide dames vrij te laten. Hiervoor moet de rechter normaliter toestemming verlenen, dus Poskett verleent zichzelf toestemming. Hij weigert echter resoluut, op Vales verzoek in te gaan. Tijdens de zitting verschijnen beide vrouwen gesluierd. Poskett veroordeelt eenieder tot zeven dagen opsluiting, zonder mogelijkheid tot omzetting in een boete. Zaak nummer twee van die dag betreft Patrick Maloney, die zich herinnert dat hij de rechter gisteravond in de music hall heeft gezien. Op dat moment moet echter de vorige zaak heropend worden, nadat uitlekt dat de vrouwen valse namen hebben opgegeven. Hij dwingt hen, hun sluiers af te zetten en is verbouwereerd wanneer hij zijn vrouw en schoonzuster aanschouwt. Thans weet hij niet meer wat te doen en laat de zitting tijdelijk schorsen.
Posketts collega Bullamy wordt erbij gehaald. De enige oplossing is dat hij de zaak heropent en ervan uitgaat dat Poskett tijdens het vonnissen non compos mentis was. Hij verklaart dat de wet toestaat dat iemand die een kamer in een etablissement huurt, daar desgewenst de hele nacht lang zijn vrienden mag ontvangen, dus dient Lukyn louter te verklaren dat alle anderen wel degelijk zijn vrienden waren.
Thuis dreigt Poskett ermee, de echtscheiding aan te vragen. Agatha geeft eindelijk toe dat ze gelogen heeft: Bobby wordt vandaag eenentwintig, en hij heeft zijn geliefde pianolerares Eve weer in huis gehaald. Vale hervat zijn verloving met Charlotte, nadat ze hem uitlegt dat de weggeschonken pantoffels een weddenschap betroffen. Ter gelegenheid van zijn verjaardag wil Bobby Eve ook naar de music hall meenemen. Uiteindelijk trekt het algehele gezelschap naar The Majestic, en de film eindigt met wederom hetzelfde optreden van Lily Morris.

## Rolverdeling
| Acteur           | Personage                 |
| ---------------- | ------------------------- |
| Will Hay         | magistraat Brutus Poskett |
| Angela Baddeley  | Charlotte Verrinder       |
| John Mills       | Bobby Poskett             |
| Iris Hoey        | Agatha Poskett            |
| Claude Allister  | kapitein Horace Vale      |
| George Graves    | kolonel Alexander Lukyn   |
| H.F. Maltby      | magistraat Bullamy        |
| Lily Morris      | zichzelf                  |
| Harry Bedford    | zichzelf                  |
| Jane Carr        | Minnie Taylor             |
| Jimmy Godden     | Pat Maloney               |
| Marguerite Allan | Eve Douglas               |
| Syd Crossley     | Wyke, de butler           |
| Wally Patch      | inspecteur Briggs         |
| Laurence Hanray  | Wormington, de griffier   |